# پارک هان بیول
پارک هان بیول (کره‌ای: 박한별؛ زادهٔ ۱۷ نوامبر ۱۹۸۴) بازیگر و مدل اهل کره جنوبی است. از آثاری که درآنها ایفای نقش کرده‌است می‌توان به همسر یا دردسر و دختری که خوب بزرگ شده اشاره کرد.